# NGC 4978
NGC 4978 ist eine 13,2 mag helle Linsenförmige Galaxie vom Hubble-Typ S0/a im Sternbild Haar der Berenike am Nordsternhimmel. Sie ist schätzungsweise 289 Millionen Lichtjahre von der Milchstraße entfernt und hat einen Durchmesser von etwa 130.000 Lichtjahren. Die Galaxie gilt als Mitglied des zum Coma-Galaxienhaufens.
Das Objekt wurde am 23. März 1827 von John Herschel entdeckt.